# Acrotomodes amplificata
Acrotomodes amplificata är en fjärilsart som beskrevs av Paul Dognin 1924. Acrotomodes amplificata ingår i släktet Acrotomodes och familjen mätare. Inga underarter finns listade i Catalogue of Life.